# Saint-Michel-de-Chabrillanoux
Saint-Michel-de-Chabrillanoux település Franciaországban, Ardèche megyében. Lakosainak száma 405 fő (2022. január 1.). Saint-Michel-de-Chabrillanoux Dunière-sur-Eyrieux, Les Ollières-sur-Eyrieux, Saint-Maurice-en-Chalencon, Saint-Sauveur-de-Montagut és Silhac községekkel határos.

## Népesség
A település népessége az elmúlt években az alábbi módon változott:
| Lakosok száma | 379  | 250  | 238  | 340  | 375  | 364  | 354  | 389  | 404  | 405  |
|               | 1968 | 1982 | 1990 | 2006 | 2013 | 2015 | 2017 | 2019 | 2020 | 2022 |